# Maružini
 Maružini  (olaszul: Morosini) falu Horvátországban, Isztria megyében. Közigazgatásilag Kanfanarhoz tartozik.

## Fekvése
Az Isztria középső részén, Pazintól 19 km-re délnyugatra, községközpontjától 2 km-re délre fekszik.

## Története
A településnek 1880-ban 92, 1910-ben 145 lakosa volt. Az első világháború után a rapallói szerződés értelmében Isztria az Olasz Királysághoz került. A második világháború után Jugoszlávia része lett. Jugoszlávia felbomlása után 1991-ben a független Horvátország része lett. 2011-ben a falunak 84 lakosa volt. Lakói mezőgazdasággal, állattenyésztéssel foglalkoznak.

## Nevezetességei
- A falu mellett a Svetvinčenatra vezető régi út mellett szőlők és szántófödek között áll Havas Boldogasszony tiszteletére szentelt temploma. Egyhajós épület négyszögletes belső apszissal. Az 1946-os felújítás során a vakolat alól előkerültek az apszisban fennmaradt a középkori falfestés töredékei, melyeket feltárójuk Fučić professzor a 12. századra datált. A freskók egy részét ma a pólai régészeti múzeum őrzi.
- A településen nyár elején immár hagyományosan rendezik meg az isztriai költők találkozóját a Marijádát.

## Lakosság
| Lakosság változása | Lakosság változása | Lakosság változása | Lakosság változása | Lakosság változása | Lakosság változása | Lakosság változása | Lakosság változása | Lakosság változása | Lakosság változása | Lakosság változása | Lakosság változása | Lakosság változása | Lakosság változása | Lakosság változása | Lakosság változása |
| ------------------ | ------------------ | ------------------ | ------------------ | ------------------ | ------------------ | ------------------ | ------------------ | ------------------ | ------------------ | ------------------ | ------------------ | ------------------ | ------------------ | ------------------ | ------------------ |
| 1857               | 1869               | 1880               | 1890               | 1900               | 1910               | 1921               | 1931               | 1948               | 1953               | 1961               | 1971               | 1981               | 1991               | 2001               | 2011               |
| 0                  | 0                  | 92                 | 90                 | 116                | 145                | 0                  | 0                  | 138                | 148                | 128                | 118                | 104                | 88                 | 78                 | 84                 |